# Heatwave
Heatwave és una pel·lícula d'Austràlia del 1982 dirigida per Phillip Noyce basada en l'assassinat de Juanita Nielsen. Va ser la segona de dues pel·lícules inspirades en la història que va sortir en aquell moment, la primera va ser The Killing of Angel Street (1981).

## Argument
Al voltant de l'època de Nadal, quan una onada de calor afecta a Sydney, un arquitecte està duent a terme un projecte d'habitatge per a un descarat promotor immigrant Cockney, que esdevé controvertit quan els llogaters i els okupes es neguen a moure's de les cases destinades a ser demolides.

## Repartiment
- Judy Davis com a Kate Dean
- Richard Moir com Stephen West
- Chris Haywood com a Peter Houseman
- Bill Hunter com a Robert Duncan
- John Gregg com a Philip Lawson
- John Meillon com a Freddy Dwyer
- Dennis Miller com a Mick Davies
- Carole Skinner com a Mary Ford
- Peter Hehir

## Producció
El guió original es deia King's Cross i va ser escrit per Tim Gooding i Mark Stiles. El guió final va ser de Phil Noyce i Mark Rosenberg. Phil Noyce:
| « | Heatwave va ser la història d'un noi protestant de classe treballadora que va fer el bé. No sé si el públic se'n va adonar d'això, però sempre havíem suposat que era un protestant de classe treballadora i que el personatge de Judy Davis era una noia catòlica de classe mitjana. Ella, en la tradició santa catòlica, havia adoptat una causa social: s'havia erigit com a portaveu i protectora de la classe obrera. Ell, com a noi de classe treballadora, és clar, ara es va veure obligat a enfrontar-se a les implicacions morals del seu propi èxit i de com això afectava a altres persones. En certa manera, els orígens religiosos i ètnics dels dos personatges eren només una continuació dels conflictes que havíem vist a Newsfront, però en aquesta etapa Austràlia havia passat d'una societat principalment de classe obrera i de classe alta a una societat principalment de classe mitjana. Això queda plasmat en l'atmosfera del centre de Sydney, els seus edificis i les regulacions de la llei i el govern. | » |

## Recepció
Reflexionant sobre la pel·lícula, Noyce va dir:
| « | Sens dubte, l'hauria rodat d'una altra manera... explicat la història d'una altra manera, avui... Potser és perquè sóc més conservador. Podria haver fet que les connexions entre els conspiradors fossin més certes, més que no insinuades. Heatwave pertany a una altra època del cinema australià, una època en què ens arriscàvem molt. Suposo que això ve amb la joventut: la joventut del director i la joventut d'aquesta segona nova onada de cineastes. Era una època en què hi havia una història d'amor entre el públic i el cinema australià, cosa que avui dia està més aviat activa i desactivada. | » |

## Premis
La pel·lícula va ser nominada a dos Premis AFI el 1982.

## Taquilla
Heatwave va recaptar 267.000 dòlars a la taquilla d'Austràlia, que equival a 776.970 $ en dòlars de 2009.

## Mitjans domèstics
Heatwave va ser llançada en DVD per Umbrella Entertainment el juliol de 2007. El DVD és compatible amb tots els codis de regió i inclou funcions especials com ara el tràiler cinematogràfic, tràilers de Umbrella Entertainment, una galeria de fotografies i una entrevista amb Phillip Noyce, Sweating It Out.